# 佐賀縣護國神社
佐賀縣護國神社（さがけんごこくじんじゃ）は、佐賀県佐賀市川原町にある神社（護国神社）である。
明治維新以降の国難に殉じた佐賀県関係の戦没者および第二次世界大戦後の殉職自衛官、あわせて約3万5千柱を祀る。

## 歴史
明治3年（1870年）、旧佐賀藩主・鍋島直大が、戊辰戦争で戦死した藩士78柱を祀ったことに始まる。明治7年以降、佐賀の乱などの戦死者を合祀した。当初は「招魂場」と称していたが、明治8年に官祭招魂社となり、昭和14年、招魂社の制度改正により内務大臣指定の佐賀縣護國神社に改称した。第二次世界大戦後は昭和22年より肥前神社と称していたが、日本の主権回復後の昭和27年に元の佐賀縣護國神社に復した。

## 画像

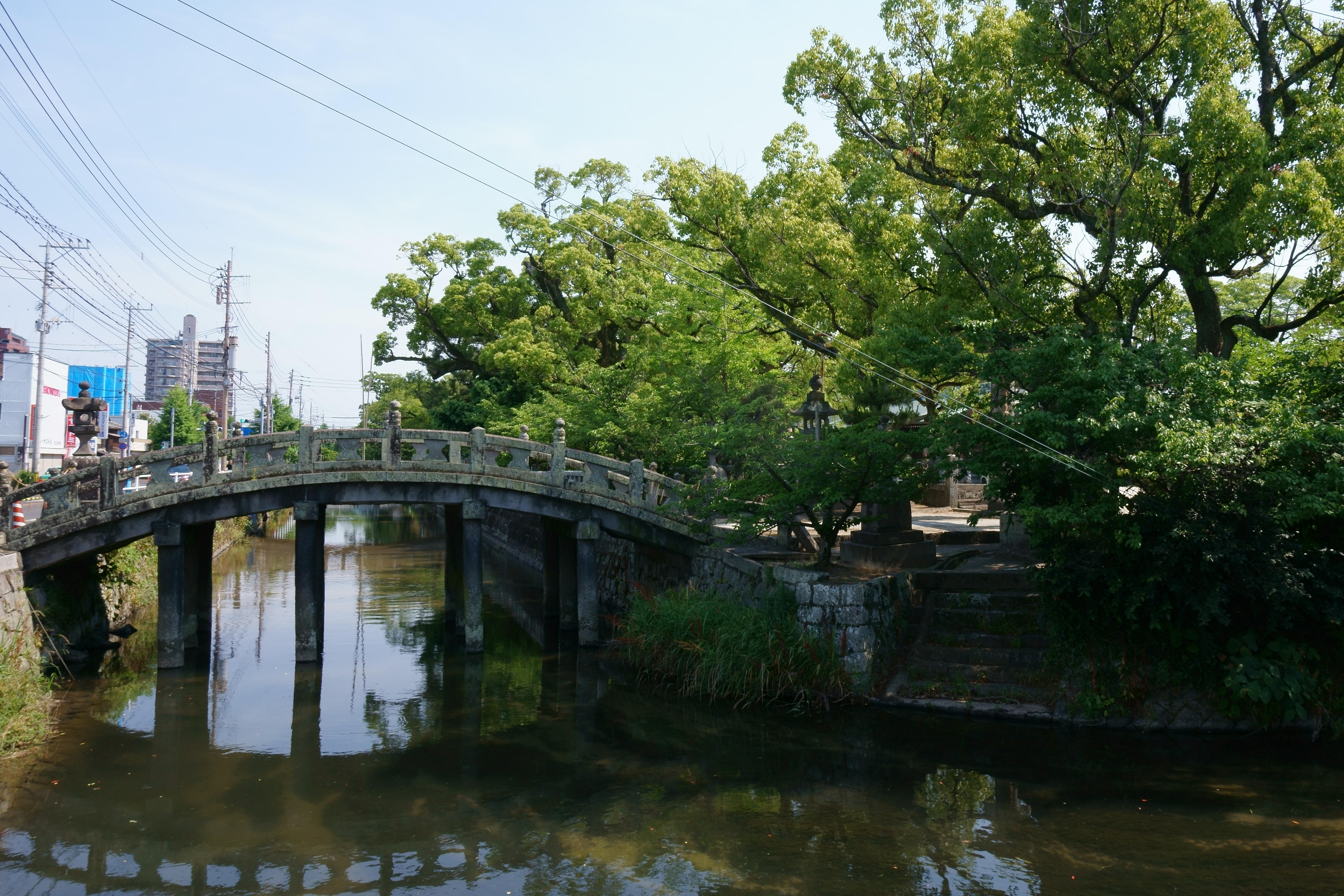
太鼓橋と楠
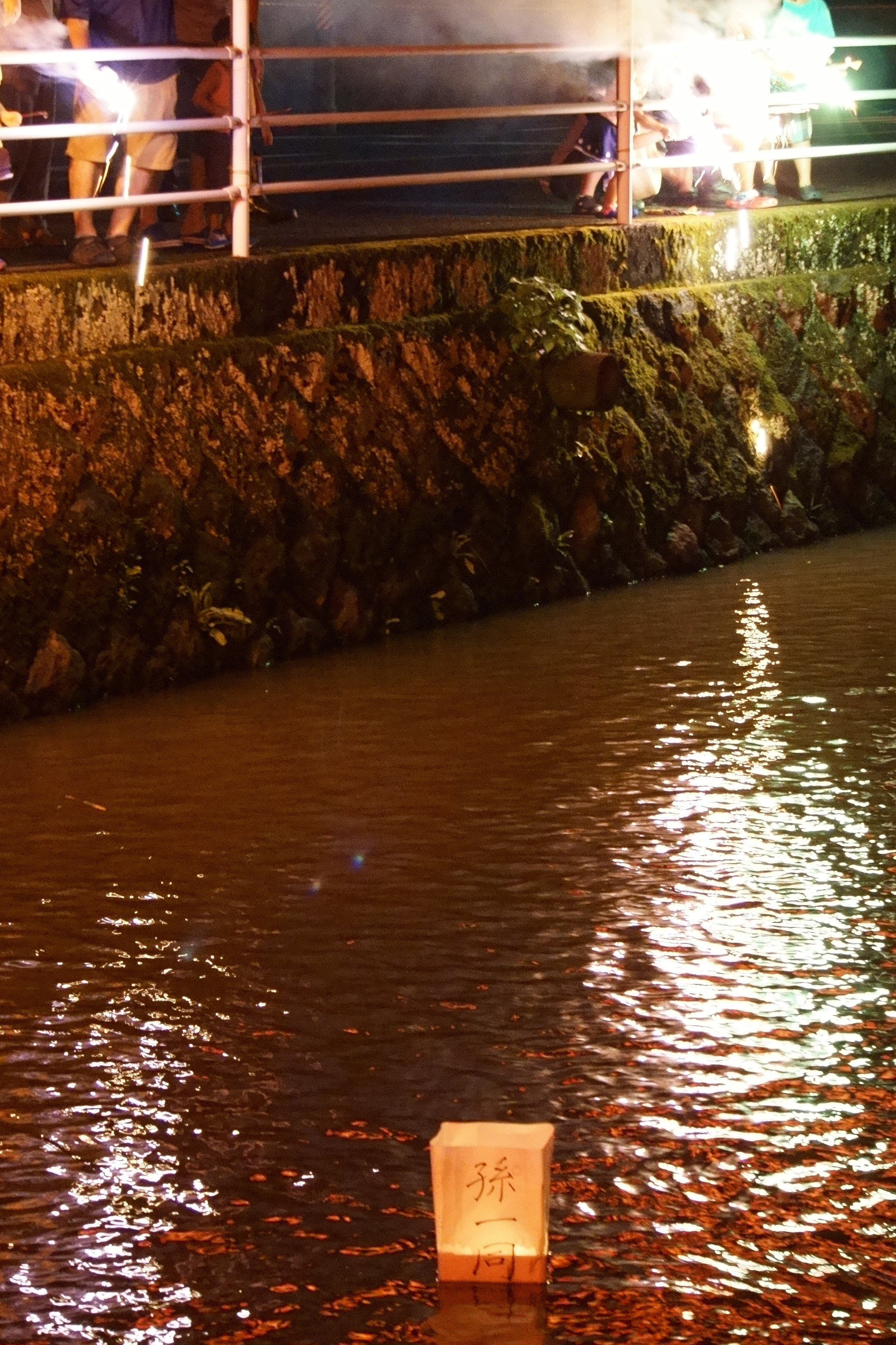
みたままつりの灯籠流し（神社東の多布施川）